# Экономическая мысль в ретроспективе
Экономическая мысль в ретроспективе — произведение известного историка экономической мысли Марка Блауга, впервые изданное в 1962 году и выдержавшее пять изданий. Книга была переведена на несколько языков, в том числе на русский язык в 1994 году.

## Содержание
Книга включает в себя:
- Предисловие к русскому изданию;
- Предисловие к первому изданию;
- Предисловие ко второму изданию;
- Предисловие к третьему изданию;
- Предисловие к четвёртому изданию;
- Введение. Есть ли прогресс в экономической науке?
- 1. Экономическая наука до Адама Смита
- 2. Адам Смит
- 3. Население, убывающее плодородие и рента
- 4. Система Рикардо
- 5. Закон Сэя и классическая денежная теория
- 6. Джон Стюарт Милль
- 7. Экономическая теория марксизма
- 8. Маржиналистская революция
- 9. Маршаллианская экономическая теория: полезность и спрос
- 10. Маршаллианская экономическая теория: издержки и предложение
- 11. Предельная производительность и цены факторов производства
- 12. Австрийская теория капитала и процента
- 13. Общее равновесие и экономическая теория благосостояния
- 14. Экономическая теория использования пространства и классическая теория размещения производства
- 15. Неоклассическая теория денег, процента и цен
- 16. Макроэкономика
- 17. Методологический постскриптум
- Глоссарий математических символов;
- Сокращенные обозначения журналов и антологий;
- Именной указатель;
- Предметный указатель.

## Рецензии
Со слов редакции в книге дан анализ развития экономической мысли от Адама Смита до современных экономистов. Книга предназначена для студентов, аспирантов, преподавателей экономических вузов, а также для любителей истории западной экономической мысли.
Книга своим охватом темы и масштабности является лучшей среди современной экономической литературы после Второй мировой войны, став стандартом.
Лайонел Роббинс отмечал, что книга Марка Блауга является самым полезным студенческим руководством, где автор применил самые современные методы анализа истории. А британский экономист Альфред Коутс утверждал, что книга является самым проницательным, умным и методологически выверенным обзором на тему развития экономической теории со времён Йозефа Шумпетера.
А британский экономист Теренс Хатчисон утверждал, что книга является самым надежным источником по курсу экономической истории в течение прошлого XX века и начала текущего тысячелетия.
Член корреспондент РАН Владимир Автономов отмечает также, что хоть книга и предназначена для бакалавров в качестве учебника, но требует высокий уровень знаний теоретической экономики и трудна для первоначального восприятия.

## Издания
Книга была впервые издана на английском языке в 1962 году и выдержала пять изданий:
- Blaug M. Economic theory in retrospect (1st ed.). — Homewood, Ill.: Richard D. Irwin, 1962
- Blaug M. Economic theory in retrospect (2nd ed.). — Homewood, Ill.: Richard D. Irwin, 1968
- Blaug M. Economic theory in retrospect (3rd ed.). — Cambridge New York: Cambridge University Press, 1978 — ISBN 978-0-521-21733-0.
- Blaug M. Economic theory in retrospect (4th ed.). — Cambridge New York: Cambridge University Press, 1985 — ISBN 978-0-521-31644-8.
- Blaug M. Economic theory in retrospect (5th ed.). — Cambridge New York: Cambridge University Press, 1997 — ISBN 978-0-521-57701-4.

В последнем пятом издании были добавлены два читательских путеводителя по книгам Леона Вальраса «Элементы чистой политэкономии» и Джона Мейнарда Кейнса «Общая теория занятости, процента и денег», а также добавлены существенные блоки в шести главах.
Перевод 4-го издания на русский язык впервые вышел в 1994 году:
- Блауг М. Экономическая мысль в ретроспективе / 4-е изд., пер. с англ.  — М.: Дело Лтд, 1994. — 720 с. — ISBN 5-86461-151-4